# Zwinglis Geburtshaus

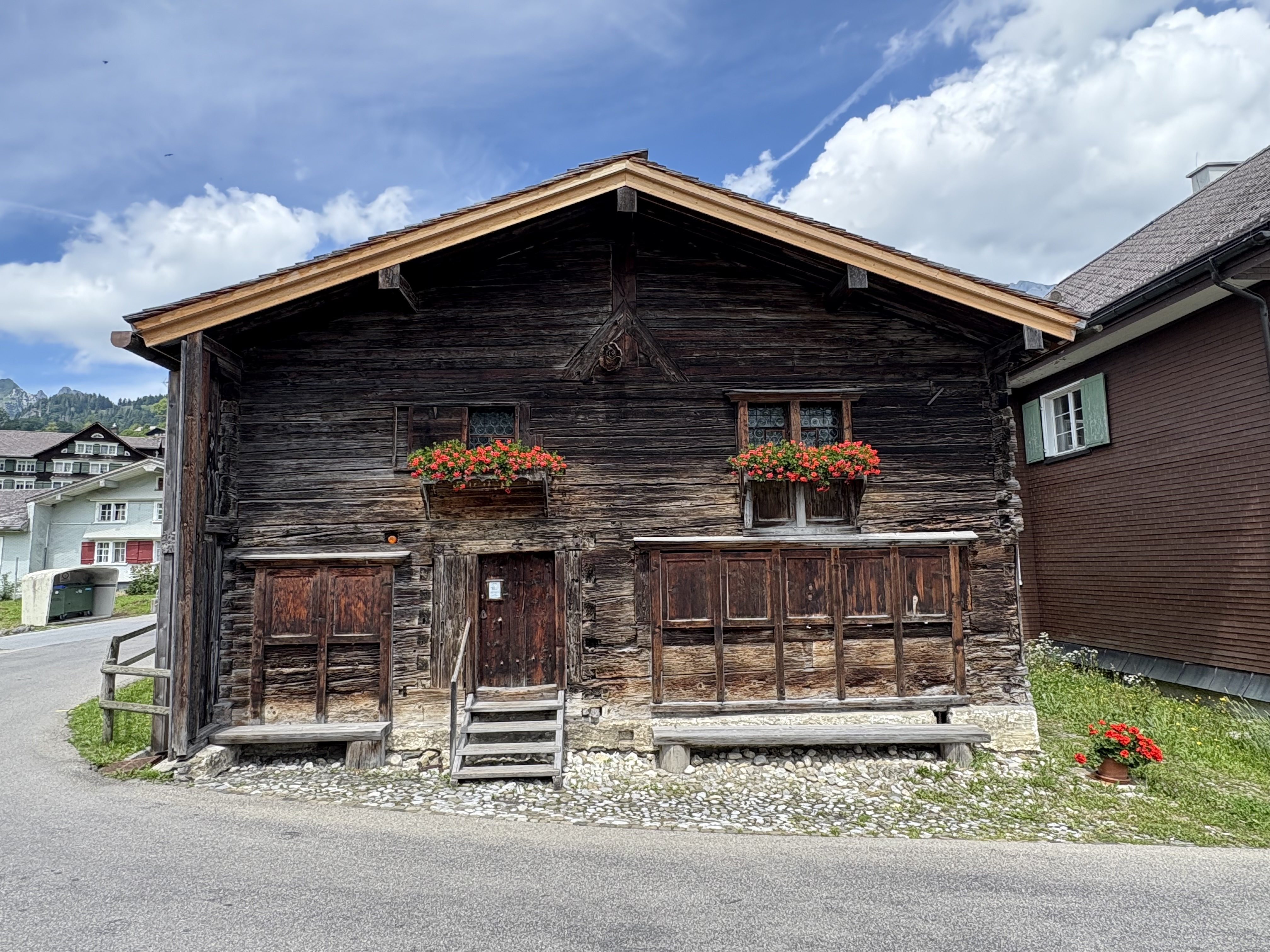
Zwinglihaus

Zwinglis Geburtshaus steht im Dorfteil Lisighaus der Ortschaft Wildhaus im Toggenburg im schweizerischen Kanton St. Gallen. Es stammt aus dem 15. Jahrhundert und ist damit eines der ältesten erhaltenen Bauernhäuser der Schweiz. In ihm wurde am 1. Januar 1484 der Reformator Huldrych Zwingli geboren.

## Geschichte

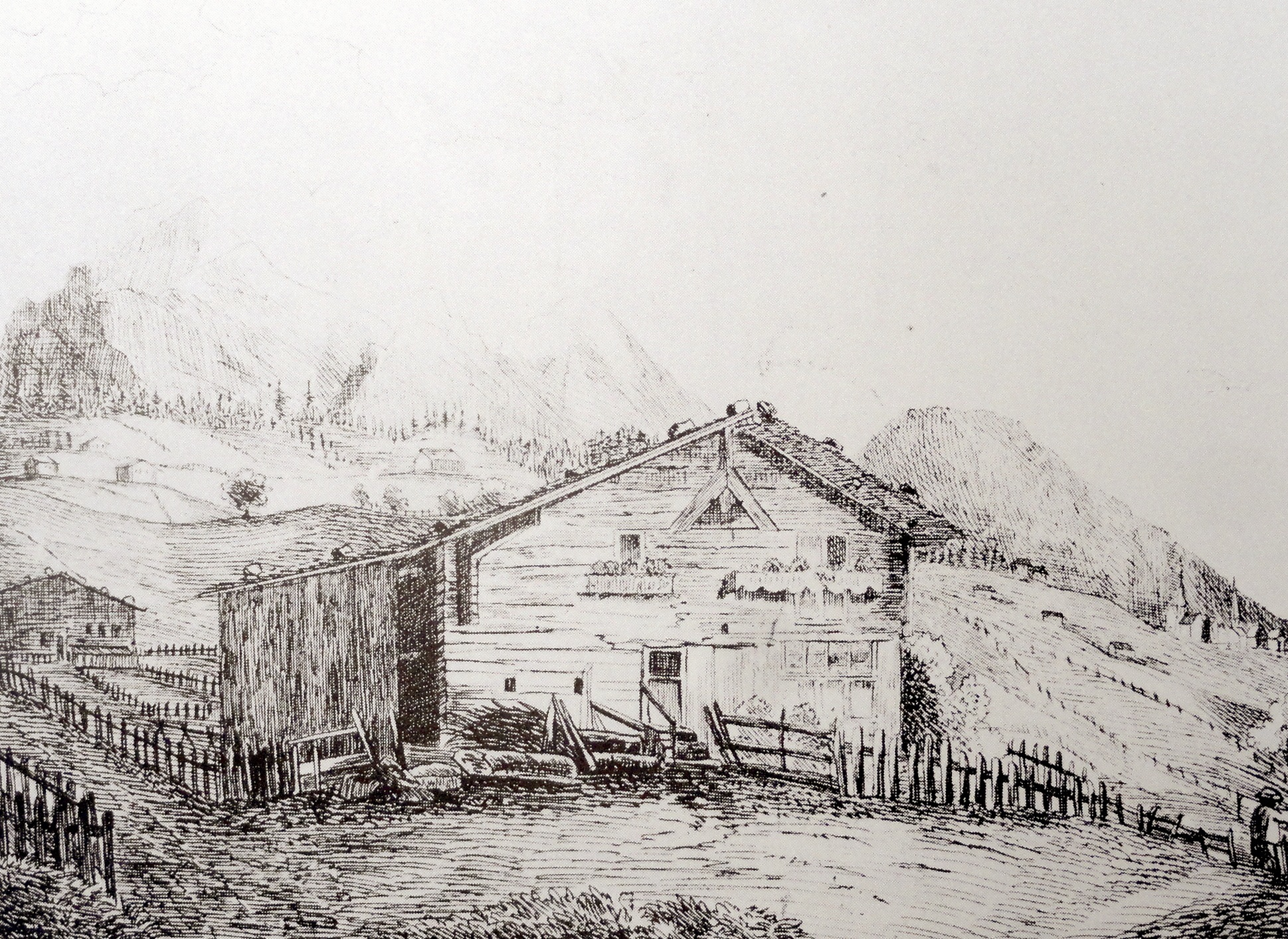
Das Zwinglihaus 1819; Kupferstich von Johann Balthasar Bullinger und Franz Hegi

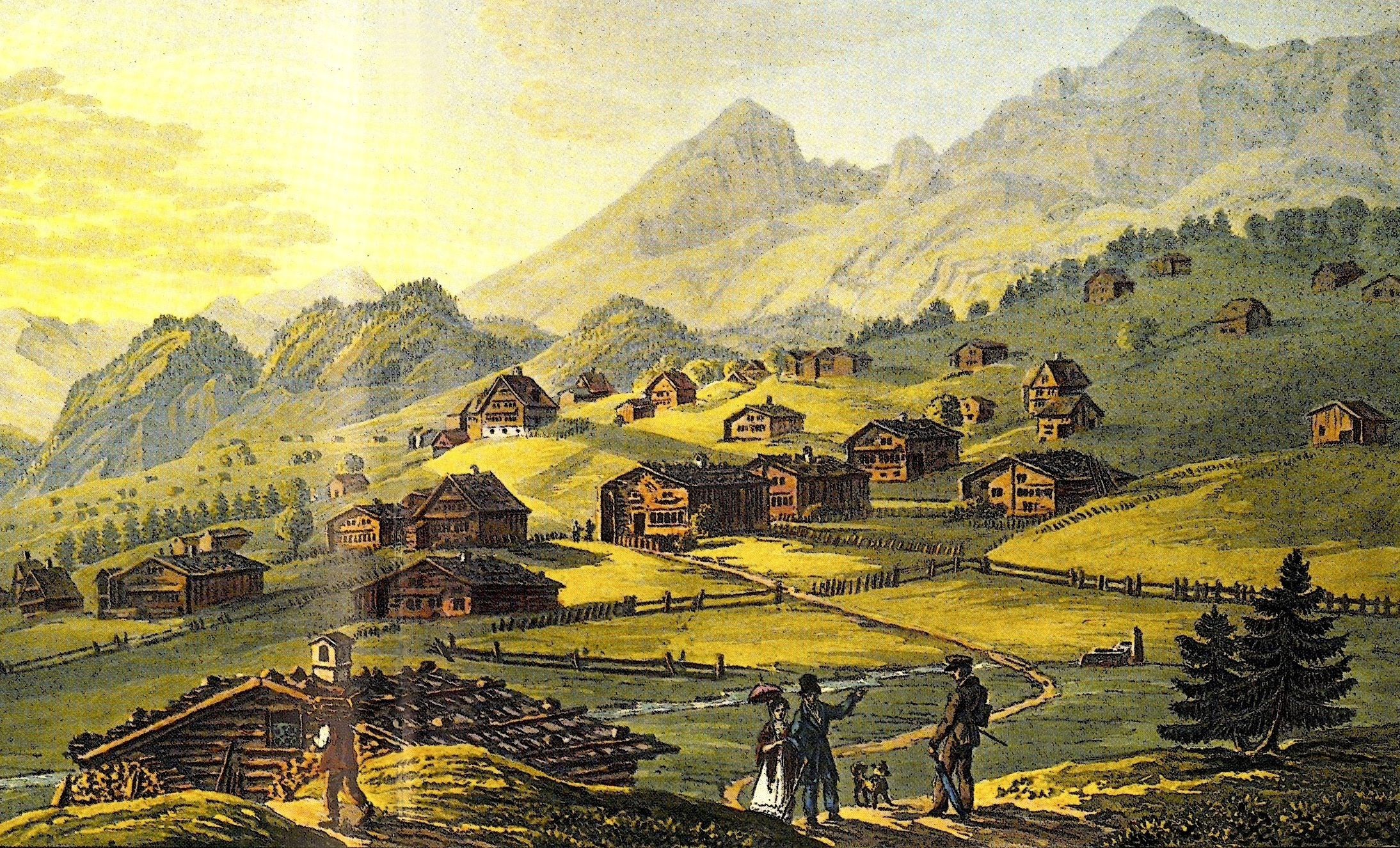
Lisighaus 1825, in der Mitte das Zwinglihaus. Stich von J.B. Isenring

Wann und von wem das Haus gebaut wurde, ist nicht überliefert. Bis zur zweiten Hälfte des 18. Jahrhunderts ist über die Besitzer des Hauses nichts bekannt; nach 1762 ist eine Familie Johann Feiss-Feurer nachgewiesen. 1787 bis 1802 gehörte es der Familie Andreas Kuhn-Feiss, später Klaus Ammann und ab 1834 Abraham Forrer. Ein Jahr später kam es in den Besitz der evangelischen Primarschulgemeinde Wildhaus. Von 1824 bis 1842 diente es als Schulhaus, dann wurde im Osten des Zwinglihauses ein Primarschulhaus errichtet.
1820 kam von Zürich her der Wunsch, Zwingli sei an seinem Geburtsort ein Denkmal zu errichten. Die 1823 gegründete «Zwinglianische Lesegesellschaft Wildhaus Alt-St. Johann» wollte jedoch kein Monument, sondern ein «lebendiges Denkmal», etwa in Form einer Schule oder eines Waisenheims. Nachdem der «Zürcher Zwingliverein» diesem Vorschlag zugestimmt hatte, wurde ab 1825 Geld für den Zwingli-Denkmalfonds gesammelt. Die Hauptsammlung fand am 11. Oktober 1831 auf dem Schlachtfeld von Kappel statt, anlässlich einer Gedenkfeier zum 300. Todestag des Reformators. Grössere Spenden kamen vom britischen König Wilhelm IV. und vom preussischen König Friedrich Wilhelm III.
1848 erwarb der Zürcher Zwingliverein das Haus von der Primarschulgemeinde Lisighaus-Wildhaus und schenkte es der Zwinglianischen Lesegesellschaft Wildhaus Alt-St. Johann mit der Auflage, im Haus eine Realschule für Wildhaus und Alt St. Johann einzurichten, die am 1. Mai 1876 eröffnet wurde.
Als 1898 gegenüber dem heutigen Restaurant «Alpenblick» ein grösseres Realschulhaus gebaut wurde, verkaufte die Schulgemeinde das Zwinglihaus an die evangelischen Kantonalkirchen von Zürich, Thurgau, Appenzell Ausserrhoden und Graubünden.
1897 wurde das Gebäude unter der Leitung des Zürcher Kantonsbaumeisters Hermann Fietz umfassend renoviert. Johann Rudolf Rahn besuchte die Arbeiten und erstattete dem Zürcher Komitee und den Vertretern der Ostschweizer Kantonalkirchen einen ausführlichen Bericht. 1900 wurde das Haus der evangelisch-reformierten Landeskirche des Kantons St. Gallen verschenkt, die es seither betreut und als Museum betreibt.

## Beschreibung

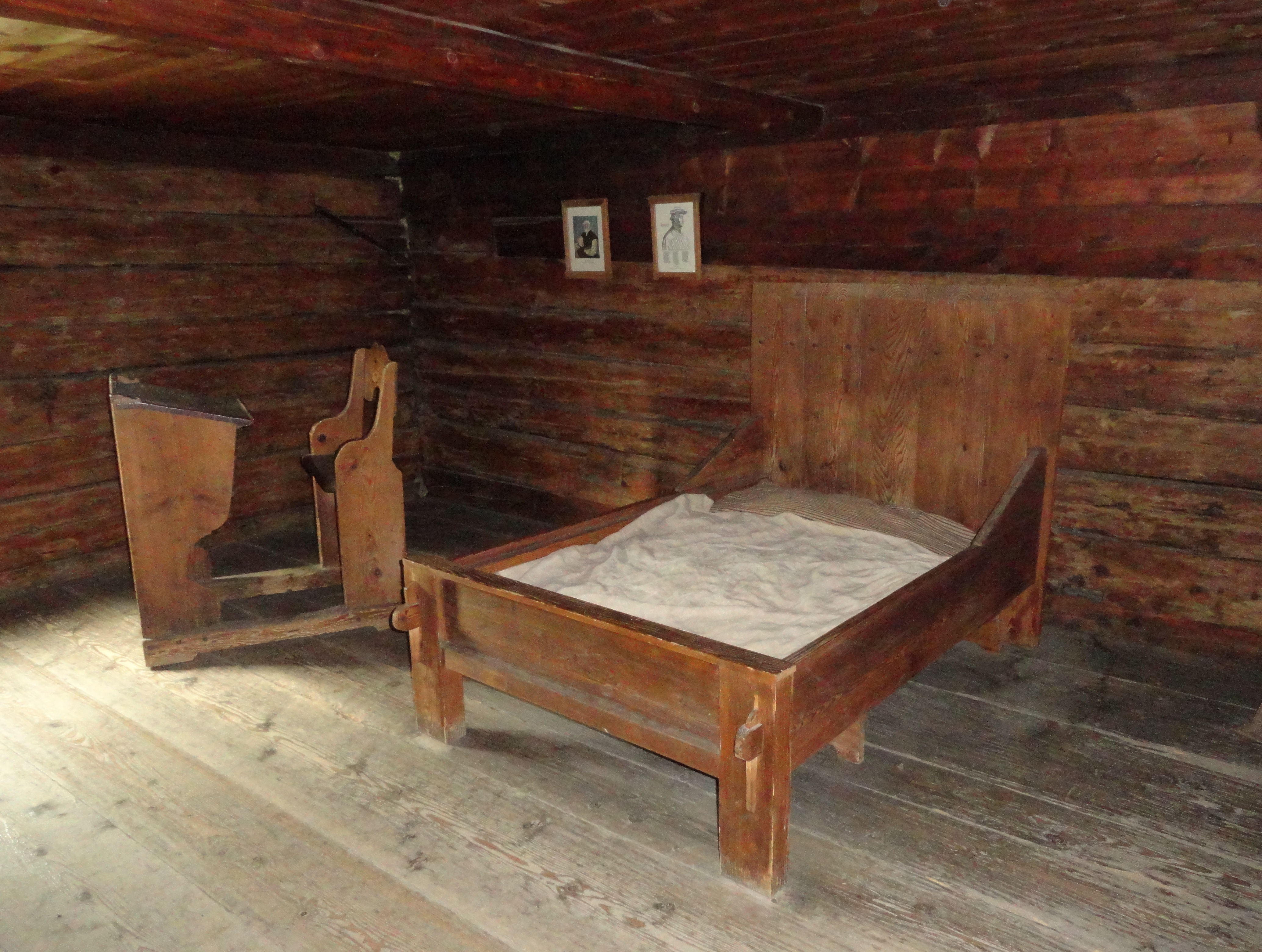
Kammer im Obergeschoss

Das Zwinglihaus ist ein Tätschhaus mit Schwaardach. Das flache Dach ist mit Brettschindeln gedeckt, die Querlattungen sind mit Steinen beschwert, dadurch waren Eisennägel unnötig. Das Holzhaus ist in Blockbauweise errichtet, die an der Fassade sichtbar ist, die anderen Aussenwände sind verschindelt. Der Giebelpfosten, der das Firstholz trägt, ist in Dreiecksform abgestrebt. Firstständer und Streben bilden in der Ansicht ein sogenanntes «Heidenkreuz». Das Dreiraumhaus hat einen fast quadratischen Grundriss. Es hatte eine Stube und eine Wohnküche mit Nebenraum sowie einen Flur, an dessen Stelle später eine Nebenstube eingebaut wurde. Im oberen Geschoss liegen zwei Schlafkammern, die durch eine aus der Barockzeit stammende Treppe erreicht werden. Der kleine Keller wurde vermutlich später eingebaut.
Das Gebäude entspricht nur noch teilweise dem ursprünglichen Bau aus dem 15. Jahrhundert. Vor 1810 wurden starke bauliche Eingriffe vorgenommen, die das äussere und innere Aussehen stark veränderten. Den Ausschlag dafür gaben vermutlich der Wunsch nach einer besseren Nutzung des zur Verfügung stehenden Raumes und einer besseren Heizung.
Ältester Teil ist die Stube im Erdgeschoss mit ihrer gotischen Balkendecke, die Mittelrosetten zeigt. Diese Decke und die Raumhöhe sind ein Zeichen für die bessere Stellung des Bauherrens. Mit dem Raum verwachsen ist die Fassade, auch wenn die Fensteröffnungen vergrössert und ihre Zahl von drei auf fünf erhöht wurde. Die Fenster links der Türe wurden in der Zeit des Schulbetriebs anstelle zweier kleiner Luken ausgeschnitten. Der heutige Fronteingang wurde später eingefügt; vermutlich lag der ursprüngliche Eingang an der Westseite hinter einem schopfartigen Windfang, der später abgebrochen wurde. Auch die Giebelpartie entspricht dem Originalbestand. Der grosse Lehmofen in der Stube ist ein «typisches Toggenburger Element». Die Küche prägt der gemauerte Herd mit einem grossen Rauchfang. Ihr Fenster ist eine kleine Luke und der Boden besteht aus einem Mörtelbett mit Steinen.
Das Mobiliar besteht zum grössten Teil aus Leihgaben des Schweizerischen Landesmuseums und Kopien; die spätgotische Truhe in der Stube stammt aus dem bündnerischen Trin. Die alten Hausgeräte aus Kupfer, Steingut und Holz stammen teilweise aus der Gegend. Aus der Schulhauszeit hat sich eine Schulbank mit Schreibpult erhalten. Die beiden Himmelbetten sind Kopien nach gotischem Vorbild.

## Belege
1. 1 2 3  tagblatt.ch: Historisch wertvolles Gebäude. (31. Juli 2013; abgerufen am 15. Januar 2022)

Koordinaten: 47° 12′ 3,5″ N, 9° 20′ 24,1″ O; CH1903: 744058 / 229527